# Efipium
Efipium (inaczej siodełko, łac. ephippium) – przypominająca siodło, zbudowana z przekształconego karapaksu, chitynowa osłona zimowych jaj skorupiaków słodkowodnych z grupy wioślarek. Jest wytwarzana przez samice.

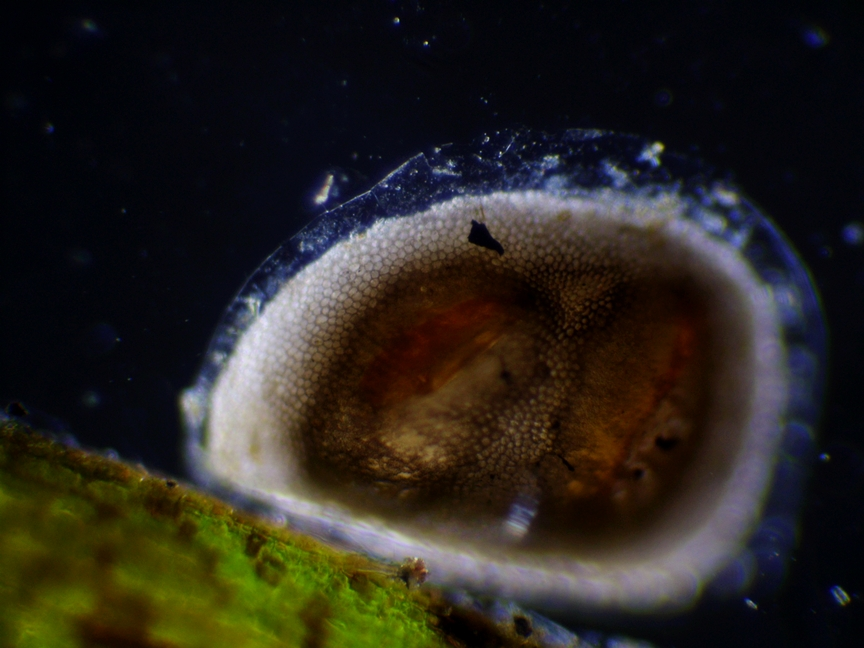
Siodełko wioślarki